# جيفري هوفمان
جيفري هوفمان (بالإنجليزية: Jeffrey A. Hoffman) (و. 1944 – م) هو رائد فضاء، وعالم من الولايات المتحدة الأمريكية . ولد في مدينة نيويورك .

## ريادة الفضاء
شارك في المهمات الفضائية:
- STS-51-D
- STS-61
- STS-46
- STS-35
- STS-75.

## التعليم
تعلم في جامعة هارفارد، وجامعة رايس، وAmherst College

## جوائز
حصل على جوائز منها:
- Harvard Centennial Medal.